# Convention démocratique et sociale (Niger)
Pour les articles homonymes, voir Convention démocratique et sociale.
La Convention démocratique et sociale ou CDS-Rahama est un parti politique nigérien dirigé par Mahamane Ousmane.
Il a été créé en 1991 avec la mise en place du multipartisme au Niger. Il est présidé par Mahamane Ousmane qui a été élu démocratiquement président de la république en mars 1993.
Les divergences entre les alliés de la CDS, la cohabitation au sommet de l'État à la suite des élections législatives de janvier 1995 ont conduit au renversement du régime par une junte militaire dirigée par Ibrahim Baré Maïnassara le 27 janvier 1996. Ce dernier, qui s'est maintenu au pouvoir, à la suite des élections contestées des 7 et 8 juillet 1996, est mort à la suite d'un « accident malheureux », terme utilisé par les putchistes dirigés par Daouda Malam Wanké le 9 avril 1999.
Lors de l'élection présidentielle des 16 novembre et 4 décembre 2004, le candidat du CDS et ancien président  Mahamane Ousmane obtient 17,4 % des voix. Le 4 décembre ont aussi lieu des législatives et la CDS reçoit là encore 17,4 % des voix soit 22 sièges des 113 de l'assemblée nationale nigérienne. Mahamane Ousmane devient président du parlement à la suite d'un accord avec le Mouvement national pour la société du développement.